# Amphipoea lunata
Amphipoea lunata là một loài bướm đêm trong họ Noctuidae.